# Locomotiva SNCF CC 40100
La locomotiva CC 40100 delle ferrovie francesi (SNCF) era una serie locomotive elettriche policorrenti, costruita dalla Alsthom per l'esercizio su diverse reti ferroviarie europee.
In particolare, poteva circolare sulle reti francese (SNCF), austriaca (ÖBB), belga (SNCB), tedesca (DB), italiana (FS), lussemburghese (CFL), olandese (NS) e svizzera (FFS). Tuttavia nell'esercizio regolare le locomotive si limitarono a trainare treni internazionali fra la Francia e il Belgio (fra questi, anche alcuni TEE).
Furono ritirate dal servizio nel 1996.